# Thomisus candidus
Thomisus candidus es una especie de araña cangrejo del género Thomisus, familia Thomisidae. Fue descrita científicamente por Blackwall en 1866.

## Distribución
Esta especie se encuentra en África ecuatorial.